# Berghem offersten
Berghem offersten (finska: Berghemin uhrikivi) är en offersten från järnåldern som ligger i Sjundeå i det finländska landskapet Nyland. Det finns sju skålgropar i stenen som finns på ett privat gårdsområde i Backa by nära Flaggberget.
Berghem offersten är en fast fornlämning och därmed skyddad enligt lag.